# Shady Lady (Shepstone & Dibbens)

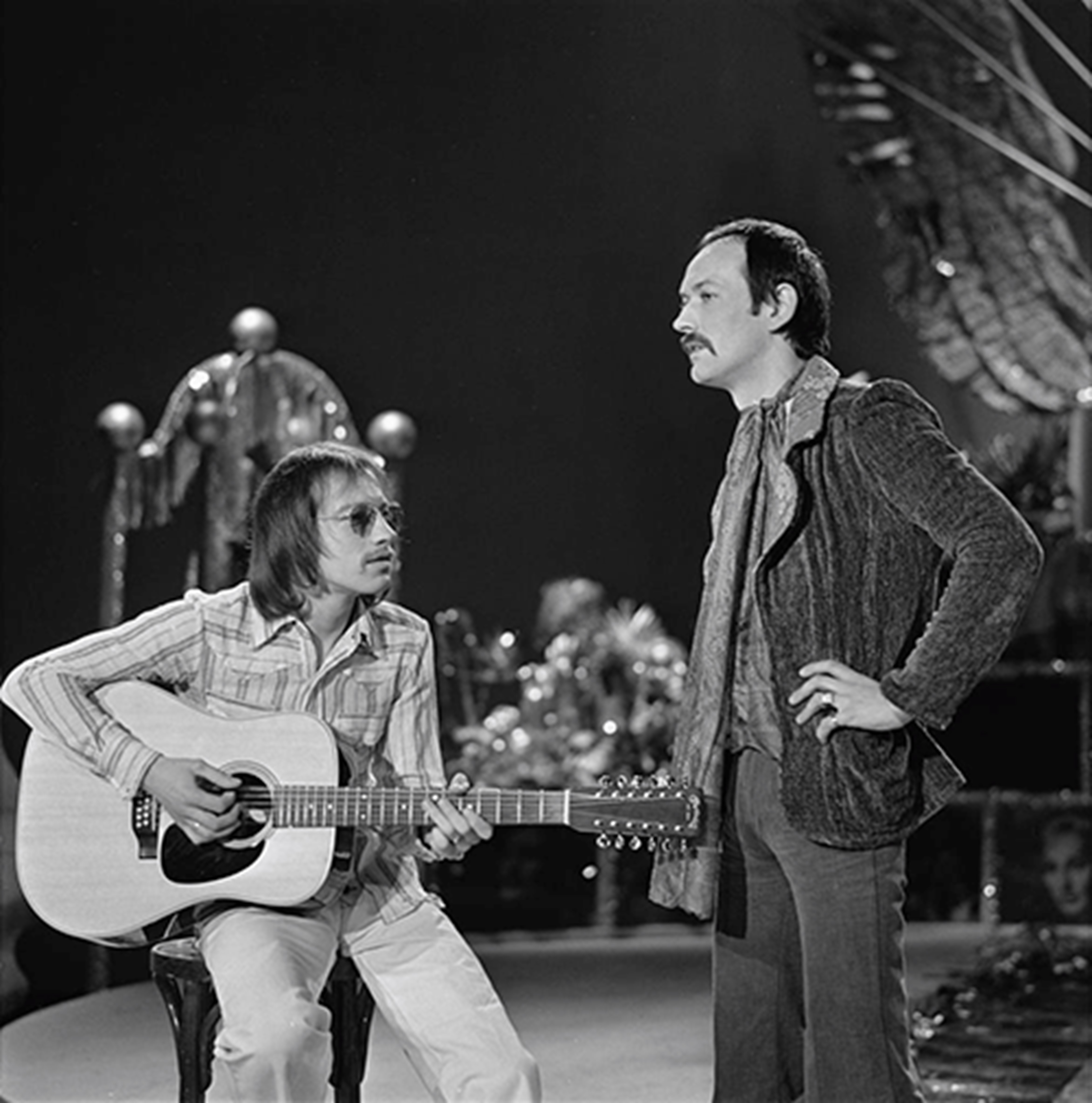
Shepstone & Dibbens
(TopPop, 1974)

Shady Lady is een single van het schrijverduo Mike Shepstone en Peter Dibbens. Het nummer werd geschreven door de Engelsman Michael Shepstone voor zijn Nederlandse vrouw Thea Vlemming. Het plaatje leverde een bescheiden succes op in Nederland, België en Oostenrijk. Er kwam nog een single uit, When the band starts to play/Please tell her, maar die bleef zonder succes. Van het duo is ook een langspeelplaat verschenen getiteld "shady lady", maar daar zijn niet veel exemplaren van verkocht.
Muziekproducent Hugh Murphy werd bekend van zijn werk met Gerry Rafferty.

## Hitnotering

### Nederlandse Top 40
| Hitnotering: week 12 t/m 20 in 1974 | Hitnotering: week 12 t/m 20 in 1974 | Hitnotering: week 12 t/m 20 in 1974 | Hitnotering: week 12 t/m 20 in 1974 | Hitnotering: week 12 t/m 20 in 1974 | Hitnotering: week 12 t/m 20 in 1974 | Hitnotering: week 12 t/m 20 in 1974 | Hitnotering: week 12 t/m 20 in 1974 | Hitnotering: week 12 t/m 20 in 1974 | Hitnotering: week 12 t/m 20 in 1974 | Hitnotering: week 12 t/m 20 in 1974 |
| Week:                               | 1                                   | 2                                   | 3                                   | 4                                   | 5                                   | 6                                   | 7                                   | 8                                   | 9                                   |                                     |
| ----------------------------------- | ----------------------------------- | ----------------------------------- | ----------------------------------- | ----------------------------------- | ----------------------------------- | ----------------------------------- | ----------------------------------- | ----------------------------------- | ----------------------------------- | ----------------------------------- |
| Positie:                            | 30                                  | 18                                  | 16                                  | 17                                  | 26                                  | 22                                  | 28                                  | 31                                  | 39                                  | uit                                 |

### NederlandseDaverende 30
| Hitnotering: 23-3-1974 t/m 10-5-1974 | Hitnotering: 23-3-1974 t/m 10-5-1974 | Hitnotering: 23-3-1974 t/m 10-5-1974 | Hitnotering: 23-3-1974 t/m 10-5-1974 | Hitnotering: 23-3-1974 t/m 10-5-1974 | Hitnotering: 23-3-1974 t/m 10-5-1974 | Hitnotering: 23-3-1974 t/m 10-5-1974 | Hitnotering: 23-3-1974 t/m 10-5-1974 | Hitnotering: 23-3-1974 t/m 10-5-1974 |
| Week:                                | 1                                    | 2                                    | 3                                    | 4                                    | 5                                    | 6                                    | 7                                    |                                      |
| ------------------------------------ | ------------------------------------ | ------------------------------------ | ------------------------------------ | ------------------------------------ | ------------------------------------ | ------------------------------------ | ------------------------------------ | ------------------------------------ |
| Positie:                             | 27                                   | 19                                   | 15                                   | 20                                   | 27                                   | 27                                   | 27                                   | uit                                  |

### BelgischeBRT Top 30
| Hitnotering: 26-1-1974 t/m 10-5-1974 | Hitnotering: 26-1-1974 t/m 10-5-1974 | Hitnotering: 26-1-1974 t/m 10-5-1974 | Hitnotering: 26-1-1974 t/m 10-5-1974 | Hitnotering: 26-1-1974 t/m 10-5-1974 | Hitnotering: 26-1-1974 t/m 10-5-1974 | Hitnotering: 26-1-1974 t/m 10-5-1974 | Hitnotering: 26-1-1974 t/m 10-5-1974 | Hitnotering: 26-1-1974 t/m 10-5-1974 | Hitnotering: 26-1-1974 t/m 10-5-1974 | Hitnotering: 26-1-1974 t/m 10-5-1974 | Hitnotering: 26-1-1974 t/m 10-5-1974 | Hitnotering: 26-1-1974 t/m 10-5-1974 | Hitnotering: 26-1-1974 t/m 10-5-1974 | Hitnotering: 26-1-1974 t/m 10-5-1974 | Hitnotering: 26-1-1974 t/m 10-5-1974 | Hitnotering: 26-1-1974 t/m 10-5-1974 |
| Week:                                | 1                                    | 2                                    | 3                                    | 4                                    | 5                                    | 6                                    | 7                                    | 8                                    | 9                                    | 10                                   | 11                                   | 12                                   | 13                                   | 14                                   | 15                                   |                                      |
| ------------------------------------ | ------------------------------------ | ------------------------------------ | ------------------------------------ | ------------------------------------ | ------------------------------------ | ------------------------------------ | ------------------------------------ | ------------------------------------ | ------------------------------------ | ------------------------------------ | ------------------------------------ | ------------------------------------ | ------------------------------------ | ------------------------------------ | ------------------------------------ | ------------------------------------ |
| Positie:                             | 12                                   | 21                                   | 10                                   | 10                                   | 11                                   | 11                                   | 14                                   | 7                                    | 10                                   | 10                                   | 10                                   | 19                                   | 19                                   | 12                                   | 30                                   | uit                                  |